# Стюарт Спрінгер
Стюарт Спрінгер (англ. Stewart Springer; 5 червня 1906 — 23 серпня 1991) — американський іхтіолог і герпетолог. Він був всесвітньо відомим експертом з поведінки, класифікації (таксономії) і розподілу популяції акул.

## Біографія
Спрінгер був польовим натуралістом, переважно самоучкою. Спершу він захопився герпетологією. У віці 22 років він ідентифікував і описав новий вид ящірок Cnemidophorus velox. Ранній інтерес Спрінгера до герпетології незабаром був витіснений, але не згас, захопленням акулами, яке тривало все життя. У 1940-х роках на акул полювали в комерційних цілях переважно заради жиру з акулячої печінки, багатого природного джерела ретинолу, дієтичної форми вітаміну А, а також заради їхніх плавників, які використовували для приготування супу з акулячого плавника. Деякі види акул також цінувалися за їхні шкури, з яких можна було виготовити дуже міцну та довговічну шкіру. З 1947 по 1949 рік Спрінгер працював у Shark Industries, Inc. помічником керівника виробництва. Компанія, викуплена компанією Borden Milk Co. у 1949 році, незабаром припинила свою діяльність, оскільки в 1947 році вперше був синтезований вітамін А. З 1950 по 1971 рік Спрінгер працював у Службі риби та дикої природи США, як фахівець із методів рибальства та обладнання, продовжуючи дослідження історії життя та поведінки акул.
Стюарт Спрінгер опублікував понад 80 статей про акул і скатів у багатьох наукових журналах. Він описав понад 35 видів риб.
Вищу освіту Спрінгер отримав у 1964 році в Університеті Джорджа Вашингтона після того, як уже досяг успіху в іхтіології. Багато колег і студентів називали його доктором, помилково припускаючи, що він повинен мати ступінь доктора філософії в біології або в суміжній галузі, враховуючи його статус у світовому співтоваристві іхтіологів.
На його честь названий вид ската Rhynchobatus springeri.